# ويليام هامبتون
ويليام هامبتون (20 يناير 1903 في المملكة المتحدة - 7 أبريل 1964) (بالإنجليزية: William Hampton)‏ هو لاعب كريكت بريطاني (وحمل سابقاً جنسية المملكة المتحدة لبريطانيا العظمى وأيرلندا). شارك مع منتخب إنجلترا للكريكت.

## وصلات خارجية
- ويليام هامبتون على موقع إي آس بي آن كريك إنفو (الإنجليزية)